# Thi (nước)
Thi (tiếng Trung: 邿; bính âm: Shī) là một nước chư hầu nhỏ thời Chu, vị trí nay thuộc phía nam thành phố Tế Ninh tỉnh Sơn Đông. Minh văn khắc trên đồ đồng xanh được khai quật lại ghi là Tự (寺) trong khi Xuân Thu Công Dương truyện thì ghi là Thi (诗), theo như Xuân Thu Tả Thị truyện ghi chép, nội bộ nước Thi đã xuất hiện tình trạng bất ổn vào khoảng giữa thế kỷ 6 TCN, nước Lỗ nhân cơ hội đó đã mang quân tiêu diệt nước này vào năm 560 TCN. Nhưng theo Xuân Thu Công Dương truyện ghi chép nói rằng "Thi" này chính là ấp của nước Chu bị nước Lỗ đánh chiếm vào năm 560 TCN. Vào những năm 1990 giới khảo cổ Trung Quốc đã phát hiện khu mộ quý tộc nước Thi tại lầu Tiên Nhân huyện Trường Thanh tỉnh Sơn Đông.

### Vua nước Thi
| Thụy hiệu         | Họ tên    | Thời gian tại vị         | Thân phận và ghi chú |
| ----------------- | --------- | ------------------------ | -------------------- |
| đời trước chưa rõ |           |                          |                      |
| Thi Bá            |           | thời Chu U vương         |                      |
| Thi Bá            |           | đầu thời Chu Bình vương  |                      |
| Thi Bá Tự         | Nhâm Tự   | cuối thời Chu Bình vương |                      |
| đời sau không rõ  |           |                          |                      |
| Thi Công Điển     | Nhâm Điển | giữa thời Xuân Thu       |                      |
| đời sau chưa rõ   |           |                          |                      |
|                   |           | ? - 560 TCN              | bị nước Lỗ thôn tính |